# Cheiry
Cheiry es una comuna suiza del cantón de Friburgo, situada en el distrito de Broye. Limita al oeste y norte con la comuna de Valbroye (VD), al este y sureste con Surpierre, y al suroeste con Forel-sur-Lucens (VD) y Prévondavaux.
El 1 de enero de 2005 la comuna de Chapelle (Broye) fue incorporada en la comuna de Cheiry.

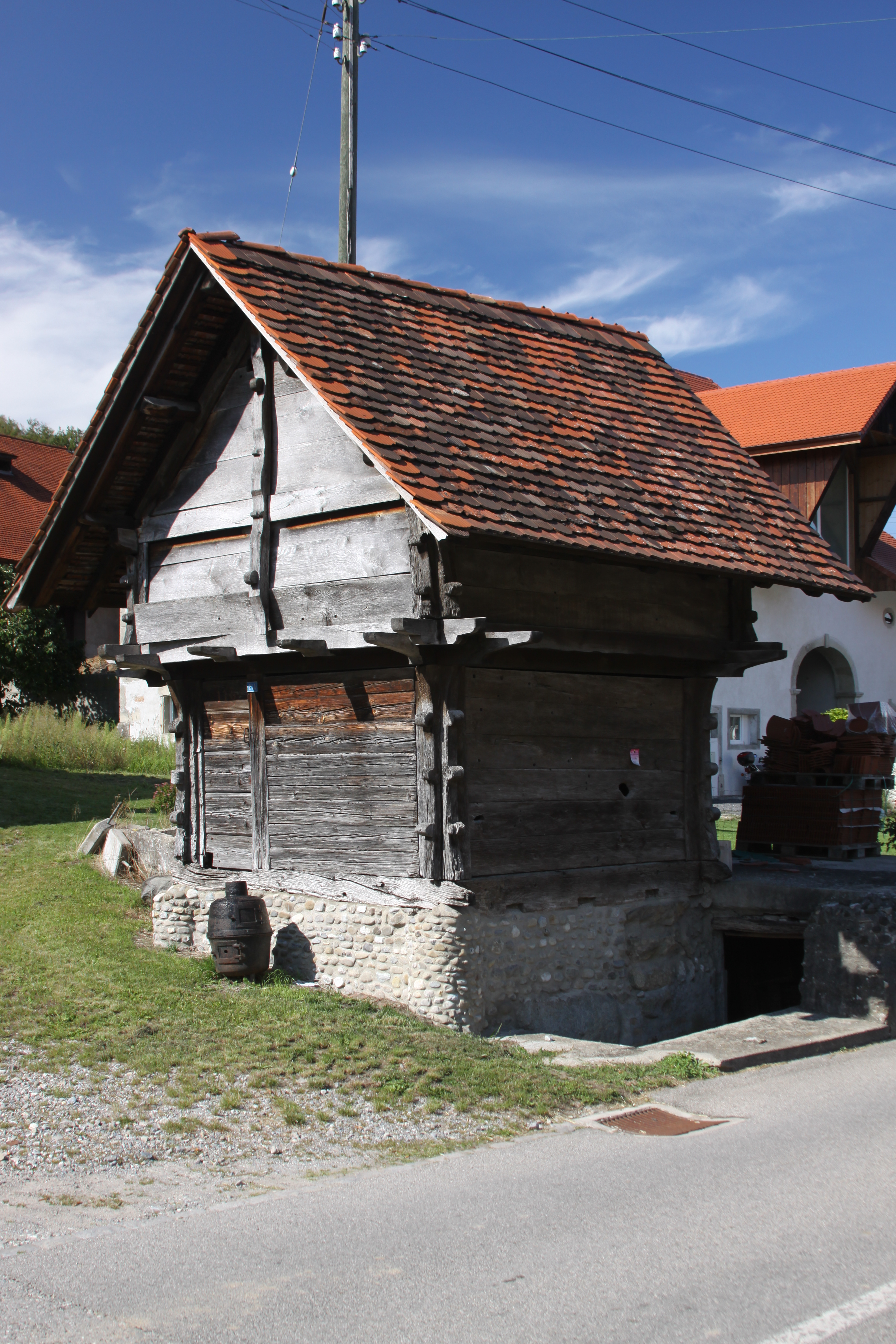
Granero en Cheiry.